# Бирючевское сельское поселение
Бирючевское сельское поселение — сельское поселение в Азнакаевском районе Татарстана.
Административный центр — деревня Бирючевка.
В состав поселения входит 3 населённых пункта.

## Административное деление
- дер. Бирючевка
- дер. Нижняя Соколка
- пос. Баланлы